# Pante Kulu
Pante Kulu is een bestuurslaag in het regentschap Pidie van de provincie Atjeh, Indonesië. Pante Kulu telt 618 inwoners (volkstelling 2010).